# Philipp Barthels (Unternehmer, 1838)

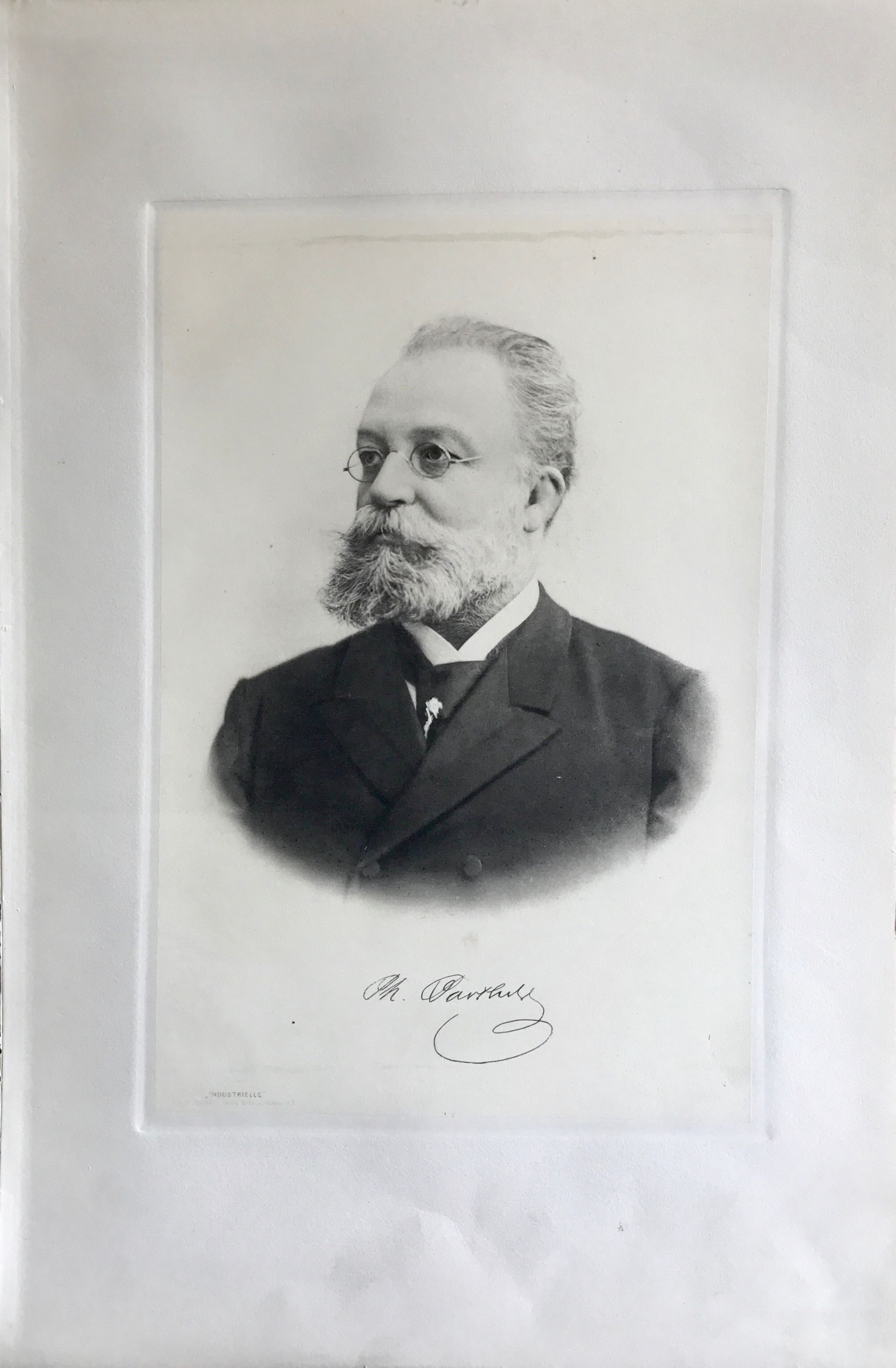
Philipp Barthels

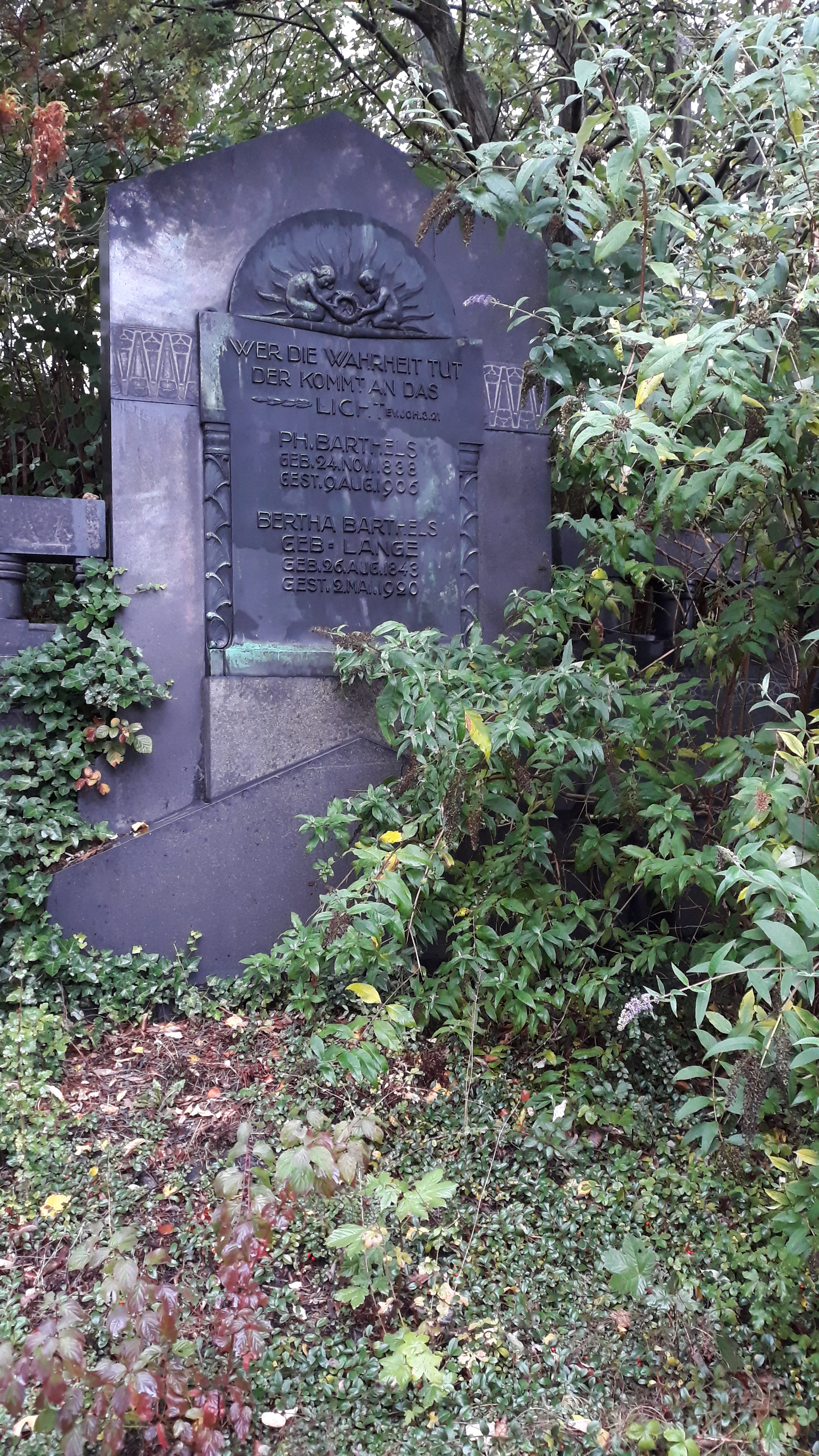
Das Grab von Philipp Barthels und seiner Ehefrau Bertha auf dem Evangelischen Friedhof Hugostraße in Wuppertal-Barmen

Philipp Barthels (* 24. November 1838 in Barmen; † 9. August 1906 ebenda) war ein deutscher Textilfabrikant und 1893–1906 Präsident der Handelskammer zu Barmen.

## Leben
Der Vater von Philipp Bartels, Philipp Barthels sen. (1794–1874), kam Anfang des 19. Jahrhunderts von Krefeld nach Barmen. 1829 gründete er die Firma Barthels-Feldhoff, eine Fabrik für baumwollene Strick- und Nähgarne. In den väterlichen Betrieb trat 1862 Barthels als Teilhaber mit ein, 1877 wurde er alleiniger Inhaber.
Barthels widmete sich in Barmen der Armenpflege und wurde stellvertretender Vorsitzender der Armenverwaltung. Später gehörte er der Stadtvertretung und von 1894 bis 1906 als Abgeordneter für Barmen dem Provinziallandtag der Rheinprovinz an. Als Vertreter der Strick-, Näh- und Eisengarnfabrikation wurde er 1871 in die neu eingerichtete Handelskammer zu Barmen gewählt. Sein Vater war schon 1833 bis 1848 Mitglied der Handelskammer von Elberfeld und Barmen. Barthels wurde 1884 zum stellvertretenden Vorsitzenden und 1893 zum Präsidenten der Kammer gewählt; ein Amt, das er bis zu seinem Tode innehatte.
In der Funktion des Handelskammerpräsidenten war er Mitglied des Bezirkseisenbahnrates und im Ausschuss des Deutschen Handelstages, der ihn 1906 in den Vorstand wählte. Barthels gründete den Verein zur Förderung der Textilindustrie. 1900 beteiligte er sich an der Gründung einer Textilschule, der späteren Textil-Ingenieurschule, in deren Kuratorium er gewählt wurde.

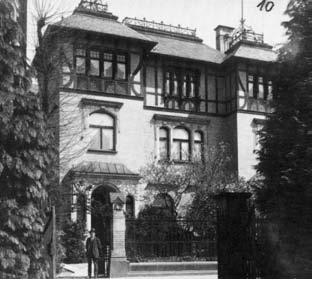
Villa Barthels in Königswinter (1906)

1894 ließ Barthels von dem Architekten Ottomar Stein aus Bad Honnef eine Villa am südlichen Rheinufer in Königswinter (späteres Adam-Stegerwald-Haus) erbauen. Er förderte den Bau der Barmer Ruhmeshalle durch größere Geldspenden.

## Familie
Barthels heiratete am 16. April 1863 die Kaufmannstochter Bertha Lange (1843–1920), aus der Ehe entstammen ein Sohn und eine Tochter.

## Ehrungen
- Philipp Barthels wurde der Titel eines Kommerzienrats (1891) und Geheimen Kommerzienrats (1900) verliehen.[1]